# Hieracium paxianum
Hieracium paxianum — вид квіткових рослин з родини айстрових (Asteraceae).

## Біоморфологічна характеристика
Це багаторічна рослина.

## Поширення
Ендемік південних Карпат: Румунія, Україна.